# Swedish Open 1993 (Badminton)
Die Swedish Open 1993 im Badminton fanden vom 10. bis 14. März 1993 in Täby, Stockholms län statt.

## Sieger und Platzierte
| Disziplin    | Gold                          | Silber                            | Bronze                             |
| ------------ | ----------------------------- | --------------------------------- | ---------------------------------- |
| Herreneinzel | Thomas Stuer-Lauridsen        | Poul-Erik Høyer Larsen            | Rashid Sidek                       |
| Herreneinzel | Thomas Stuer-Lauridsen        | Poul-Erik Høyer Larsen            | Ardy Wiranata                      |
| Dameneinzel  | Bang Soo-hyun                 | Lee Heung-soon                    | Sarwendah Kusumawardhani           |
| Dameneinzel  | Bang Soo-hyun                 | Lee Heung-soon                    | Camilla Martin                     |
| Herrendoppel | Ricky Subagja Rexy Mainaky    | Peter Axelsson Pär-Gunnar Jönsson | Jalani Sidek Razif Sidek           |
| Herrendoppel | Ricky Subagja Rexy Mainaky    | Peter Axelsson Pär-Gunnar Jönsson | Rudy Gunawan Bambang Suprianto     |
| Damendoppel  | Chung So-young Gil Young-ah   | Christine Magnusson Lim Xiaoqing  | Finarsih Lili Tampi                |
| Damendoppel  | Chung So-young Gil Young-ah   | Christine Magnusson Lim Xiaoqing  | Maria Bengtsson Catrine Bengtsson  |
| Mixed        | Thomas Lund Catrine Bengtsson | Peter Axelsson Gillian Gowers     | Jan-Eric Antonsson Astrid Crabo    |
| Mixed        | Thomas Lund Catrine Bengtsson | Peter Axelsson Gillian Gowers     | Pär-Gunnar Jönsson Maria Bengtsson |